# Solas (groupe)
Pour les articles homonymes, voir Solas (homonymie).
Solas est un groupe de musique américano-irlandais, formé en 1994, qui interprète de la musique traditionnelle irlandaise, ainsi que des compositions originales pouvant aller, comme récemment, vers la musique country.

## Biographie
Le nom du groupe signifie 'lumière' en gaélique irlandais.
À sa création en 1994, le groupe comprend le guitariste John Doyle (Susan McKeown & The Chanting House (en)), la fiddler Winifred Horan (en) (Cherish the Ladies), l'accordéoniste John Williams, le multi-instrumentiste Séamus Egan (banjo, flûtes, pipes - ex-membre de Cherish the Ladies) et la chanteuse Karan Casey.
La première prestation en public a lieu en 1995 à l'université de Georgetown située à Washington DC.
Solas est pour la première fois confronté à une audience nationale en mai 1996 durant l'émission A Prairie Home Companion (American Public Media). Cette même année, le groupe enregistre son premier album, et effectue une tournée aux États-Unis en octobre.
Un second album suit en 1997, et plusieurs membres du groupe collaborent également au premier enregistrement de Karan Casey. John Williams quitte Solas peu après pour poursuivre une carrière de soliste et est remplacé par Mick McAuley.
En 1999, entre la publication de The Words That Remain et The Hour Before Dawn, Karan Casey se sépare du groupe pour les mêmes raisons et est remplacée par Deirdre Scanlan.
À son tour, John Doyle quitte Solas. Dónal Clancy assure la substitution pour un temps, jusqu'à la publication de The Edge of Silence. Il est alors remplacé par Éamon McElholm.
En juin 2008, Solas annonce l'arrivée de Mairéad Phelan comme nouvelle chanteuse.

## Effectif actuel
- Séamus Egan (flûte, banjo tenor, mandoline, tin whistle, low whistle, guitares, bodhrán) ;
- Winifred Horan (en) (violon, chant) ;
- Mick McAuley (accordéons, contertina, low whistle, chant) ;
- Éamon McElholm (guitares, claviers, chant) ;
- Moira Smiley (chant, banjo)[2].

## Discographie
- Solas (1996) ;
- Sunny Spells and Scattered Showers (1997) ;
- The Words That Remain (1998) ;
- The Hour Before Dawn (2000) ;
- The New Custum house(2000) ;
- The Edge of Silence (2002) ;
- Another Day (2003) ;
- Waiting for an Echo (2005) ;
- Reunion: A Decade of Solas (2006) ;
- For Love and Laughter (2008) ;
- The Turning Tide (2010)
- Shamrock City (2013)
- All These Years (2016)